# Orthogonioptilum arnoldi
Orthogonioptilum arnoldi is een vlinder uit de familie nachtpauwogen (Saturniidae), onderfamilie Saturniinae.
De wetenschappelijke naam van de soort is voor het eerst geldig gepubliceerd door Hering in 1932.